# Ребюффа, Гастон
Гасто́н Ребюффа́ (фр. Gaston Rébuffat; 7 мая 1921, Марсель — 31 мая 1985, Париж) — французский альпинист, горный гид и инструктор по горным лыжам, писатель, кинематографист.

## Биография
Гастон Ребюффа родился в Марселе, в семье банковского служащего. В 15-летнем возрасте, во время длительного турпохода из Бриансона, юноша впервые увидел массив Монблана. В 16 лет он оставил школу и устроился подсобным рабочим. В том же году он вступил в верхне-прованское отделение Французского альпинистского клуба (фр. Club alpin français (CAF)) и познакомился со своим первым партнером по восхождениям, Анри́ Муле́ном (фр. Henry Moulin), молодым человеком на 8 лет старше его. Первым их серьезным совместным восхождением был траверс массива Экрен.
К 1940 году, в возрасте 19 лет, Ребюффа стал первоклассным скалолазом. К 1941 году на его счету уже были третье восхождение по одному и второе восхождение по другому из числа наиболее трудных маршрутов в Западных Альпах. В том же 1941 году он вступил добровольцем в организацию Jeunesse et Montagne (JM), члены которой в течение 8 месяцев проходили жесткую лыжную и альпинистскую подготовку с целью стать горными проводниками. Направляясь на поезде в региональный тренировочный центр для выполнения одного из первых заданий, он познакомился с молодым альпинистом Лионе́лем Терра́ем. Вскоре, с официального разрешения JM, Ребюффа и Террай составили связку и вместе начали покорять малоизвестные гребни и стены. В 1942 году они совершили восхождение по новому и очень опасному маршруту на вершину Коль-дю-Кайман (фр. Col du Caïman, 3554 м) в долине Шамони. Ребюффа окончил учебный курс JM первым в своей группе. В 1942 году его пригласили стать членом суперпрестижной ассоциации гидов Шамони. Ребюффа был вторым уроженцем равнин в истории, удостоившимся этой чести.
В 1944 году вместе с Терраем и братьями Мори́сом и Жера́ром Эрцо́гами Ребюффа взошёл на Монблан по новому маршруту, по ребру Пётри (фр. Peuterey) через северный склон седловины Пётри.
После войны Ребюффа поставил перед собой цель покорить шесть больших северных стен в Альпах. Первым его оглушительным успехом стало восхождение в 1945 году на Пик Уолкера (4208 м) в массиве Гранд-Жорас — вторым после Риккардо Кассина. Далее последовали восхождения по северной стене Пти-Дрю (3730 м), северо-восточной стене Пиц-Бадиле (3308 м), а в 1949 году — по северной стене Маттерхорна (4478 м) и Чима-Гранде (2999 м) в Доломитах. Впоследствии, в 1952 году Ребюффа покорил шестую и последнюю большую северную стену — Эйгера (3970 м).
В 1946 году в чайном салоне гостиницы Hôtel des Alpes в Шамони Ребюффа познакомился с 22-летней студенткой по имени Франсуаза, дочерью архитектора с Лазурного берега. Вскоре они поженились, а в 1948 году у них родилась дочь Фредерика. Ребюффа, которому приходилось содержать семью на заработки горного проводника, взялся за перо и издал в 1946 году книгу для начинающих альпинистов L'Apprenti Montagnard, а в 1949 году — альбом, посвященный известняковым скалам средиземноморского побережья.

## Экспедиция на Аннапурну
В 1950 году Ребюффа принял приглашение стать участником французской гималайской экспедиции под руководством Мориса Эрцога, организованной CAF. Однако поставленные необычные условия, которые включали в себя публичную клятву верности руководителю и письменное обязательство ни в какой форме не публиковать информацию об экспедиции, едва не заставили его передумать. Тем не менее, он принес клятву и подписал обязательство.
24-25 апреля вместе с Луи Лашеналем произвел разведку у подножия Дхаулагири с подъемом на вершину Тукуча (2580 м). 1-4 мая вместе с Эрцогом и Лашеналем участвовал в попытке подъема по Восточному леднику Дхаулагири. 4 мая вместе с Лашеналем и Франси́сом де Нуае́лем участвовал в походе к Белой вершине. 7-14 мая вместе с Эрцогом и Марсе́лем Иша́ком участвовал в разведке перевала Тиличо. 18-22 мая участвовал в попытке восхождения по Северо-западному ребру Аннапурны. После возвращения вместе с Лашеналем проложил маршрут по Северному леднику, который был выбран в качестве основного. Во время установки верхних штурмовых лагерей вместе с Терраем занимался доставкой туда припасов.
2 июня Ребюффа и Террай поднялись в лагерь IV, чтобы на следующий день попытаться взойти на вершину вслед за Эрцогом и Луи Лашеналем. Рано утром Ребюффа, Террай, Марсе́ль Шац и Жан Кузи́ в сопровождении двух шерпов поднялись в лагерь V. Поскольку погода испортилась, французы отослали шерпов вниз и укрылись в палатках. Ближе к вечеру, поскольку было очевидно, что вернувшимся с вершины Эрцогу и Лашеналю не хватит места в палатках, Кузи и Шац, страдавшие от горной болезни, решили засветло спуститься в лагерь IVa. Когда, наконец, Эрцог вернулся, Ребюффа помог ему залезть в палатку и начал веревкой массировать обмороженные конечности, пока Террай разыскивал заблудившегося на спуске Лашеналя. Рано утром 4 июня, отказавшись от восхождения на вершину, Ребюффа и Террай начали спускаться вниз, помогая своим обмороженным товарищам. Из-за непогоды группа сбилась с пути и вынуждена была заночевать в засыпанной снегом трещине, не дойдя 150 метров до лагеря IVa. Рано утром, с трудом откопав из-под снега ботинки и часть снаряжения, альпинисты выбрались наружу, где все еще бушевала метель. Ребюффа, Террай и Эрцог ничего не видели из-за снежной слепоты. В таком состоянии группу нашёл и привел в лагерь IVа Марсель Шац. 5 июня с помощью шерпов все шестеро французов спустились в лагерь II. Ребюффа избежал серьезных обморожений, но из-за снежной слепоты его пришлось 6 июня спускать в лагерь I на специальных салазках.
Вместе с частью экспедиции Ребюффа отправился в Дели, а оттуда одиннадцать дней спустя — самолетом во Францию.

## Жизнь после Аннапурны
По свидетельству супруги Ребюффа, Франсуазы, гималайская экспедиция наложила на него неизгладимый негативный отпечаток и разрушила его дружбу с Лионелем Терраем. Ребюффа больше никогда не участвовал в больших экспедициях, ограничив свои восхождения пределами Альп.
Через 11 дней после возвращения из Гималаев Ребюффа проложил новый маршрут к вершине Эгюий-де-Блетьер (фр. Aiguille de Blaitière, 3522 м) рядом с долиной Шамони.
29 июля 1952 года Ребюффа поднялся на вершину последней из шести великих альпийских стен, Северную стену Эйгера. Восхождение было трудным как в техническом, так и в моральном отношении, поскольку между Ребюффа и австрийцем Германом Булем, которые и без того недолюбливали друг друга, шла откровенная борьба за лидерство.
В 1954 году он издал книгу о восхождении на Эйгер под названием «Звёзды и бури» (фр. Étoiles et tempêtes), которая была хорошо принята читателями. После этого Ребюффа решил всерьез заняться сочинительством и на протяжении следующих 30 лет издал несколько альбомов с фотографиями Альп. Он также стал выступать с лекциями, которые сопровождал показом слайдов. Вскоре он попробовал себя в кинематографии и выпустил несколько классических документальных фильмов об альпинизме.
К концу 1960-х годов Ребюффа стал самым известным горным проводником в Европе.
В 1975 году, в возрасте 54 лет, Ребюффа совершил замечательное восхождение на столб Френей, один из труднейших маршрутов в массиве Монблана.
В том же 1975 году у Ребюффа диагностировали рак. Начался длительный и болезненный курс лечения. В периоды ремиссии он водил своих троих детей в горы, а также совершил два серьезных восхождения. В 1979 году он первым поднялся по Юго-восточной стене Эгюий-дю-План (фр. Aiguille du Plan), а в 1983 году повторил маршрут, по которому 27 годами ранее первым поднялся на Южную стену Эгюий-дю-Миди (фр. Aiguille du Midi).
Гастон Ребюффа скончался 1 июня 1985 года в больнице. Его похоронили на холме рядом со старым кладбищем в Шамони.

## Память
Именем Гастона Ребюффа названа одна из парижских улиц в 19-м муниципальном округе, Rue Gaston Rébuffat. Он был помещён в список 10 лучших горных гидов всех времён по версии «The Mountain Encyclopedia».

## Сочинения
- L'apprenti Montagnard, Vasco, 1946.
- Étoiles et Tempêtes, Arthaud, 1954.
- Starlight and Storm: The Ascent of six great North Faces of the Alps, J.M. Dent, London 1956.
- Mont Blanc To Everest Thames & Hudson, 1956.
- Calanques (with Gabriel M. Ollive) Arthaud, Paris 1957.
- La piste des Cimes, Jamborée-Ainé, Paris, 1961.
- On Ice and Snow and Rock Nicholas Kaye Ltd 1963. ISBN 0-19-519149-8
- Un Guide Raconte Hachette, Paris, 1964.
- Men and the Matterhorn Oxford University Press 1967.
- Glace, neige et roc, Hachette, 1970.
- Between Heaven and Earth (with Pierre Tairraz). Kaye and W, 1970. ISBN 0-7182-0513-8
- Les Horizons Gagnés Editions Denoël, 1975.
- The Mont Blanc Massif: The 100 Finest Routes (with Jane and Colin Taylor), Oxford University Press, 1975
- La Montagne Est Mon Domaine Éditions Hoëbeke, Paris 1994.
- The Mont Blanc Massif: The Hundred Finest Routes. Bâton Wicks, 2005. ISBN 1-898573-69-7

## Фильмы
Ребюффа был продюсером трех цветных фильмов, рассказывающих о восхождениях других альпинистов и его собственных в Альпах. Фильм Étoiles et Tempêtes был удостоен гран-при кинофестиваля в Тренто, Италия.
- Flammes de Pierres (1953)
- Étoiles et Tempêtes (1955)
- Entre Terre et Ciel (1960-1961, 90 мин.)
- Les Horizons Gagnés (1974, 90 мин.)

Ребюффа также был режиссёром второй съемочной группы фильма Third Man on the Mountain студии Уолта Диснея.